# بلاك جاك

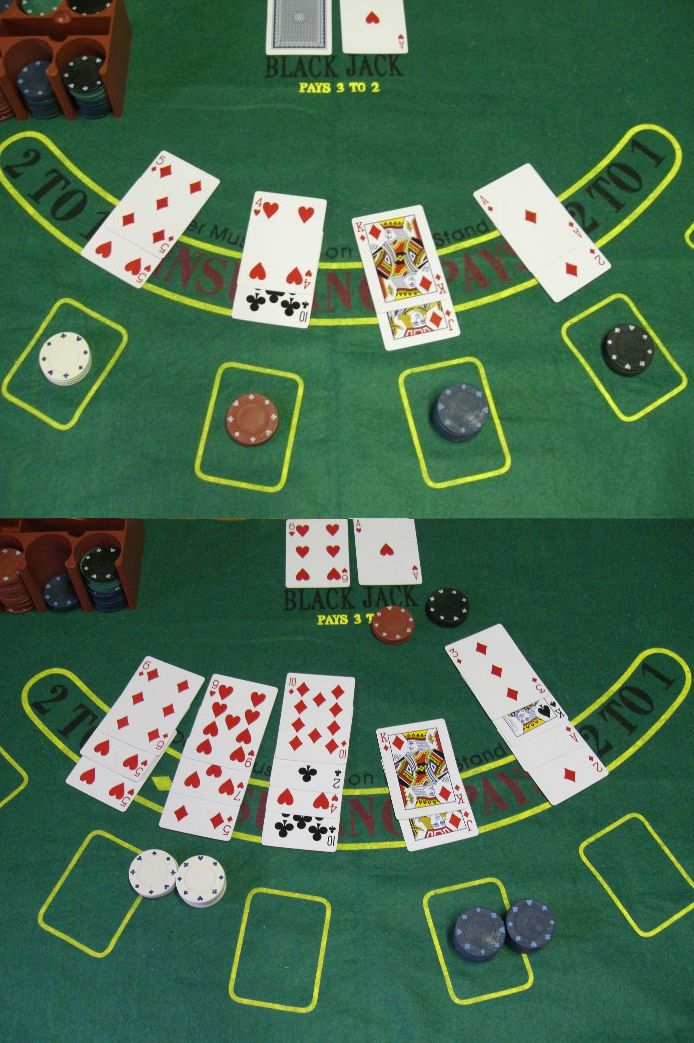
لعبة البلاك جاك.

بلاك جاك، هي لعبة تلعب بأوراق الكوتشينة والمعروفة أيضًا باسم 21، هي أكثر ألعاب القمار انتشارًا في العالم. تقوم اللعبة على أن يكون مجموع قيمة الاوراق التي يملكها اللاعب هو 21. إذا كان المجموع أقل من 21 فيمكن للاعب أن يختار سحب ورقة حتى تصل القيمة إلى 21 أو إلى قيمة أقل تجعله يطلب ورقة أخرى أو أن يتخطى 21. الفائز هو من لديه اليد (مجموعة الاوراق التي لديه) بقيمة 21 أو القريبة منها، دون تجاوزها. اللعبة تمارس بطرق مختلفة في الكازينوهات بقوانين مختلفة. معظم شعبية اللعبة أتت من عدة عوامل منها فرصة الفوز، المهارة، وشهرة عد الأوراق (عملية يمكن من خلالها التنبؤ بالأوراق التي لم توزع بعد).
في كازينو البلاك جاك، يواجه موزع الأوراق لاعب واحد إلى سبعة لاعبين خلف منضدة على شكل كلى. كل لاعب يلعب ضد الموزع بشكل مستقل. في بداية كل توزيع، يضع اللاعب رهانه في «صندوق الرهان» ويستلم يد من ورقتين. هدف اللعبة هو أن يحصل اللاعب على قيمة أوراق أعلى من الموزع لكن دون تخطي قيمة 21 وهو ما يسمى في هذه الحالة busting أو breaking أو أسماء أخرى. الأوراق تعد 2 إلى 9، أما 10، الجاك، البنت والشايب فيحسبوا 10. أما الآس يمكن أن تكون 1 أو 11 حسب اختيار اللاعب. يبدأ اللاعب اللعبة بأن يأخذ اللاعب ورقة أضافية إلى اليد التي لديه بالفعل إذا أراد. لو أدت هذه الورقة إلى تخطي قيمة الأوراق 21 يخسر، فيلعب بعدها الموزع بيده، ان تخطى هو الآخر 21 يخسر أمام كل اللاعبين. ان لم يتخط أحد 21 فإن من لديه اليد ذي القيمة الأعلى أو صاحب قيمة 21 يكسب.

## التاريخ
كانت مقدمة لعبة ورق هي النسخة الإنجليزية من واحد وعشرين تسمى Vingt-Un ، وهي لعبة مجهولة المصدر، ولكن من المحتمل أن تكون من أصل إسباني. تم العثور على أول مرجع مكتوب في كتاب للمؤلف الإسباني ميغيل دي سيرفانتس، الأكثر شهرة لكتابة دون كيشوت . وكان سرفانتس ومقامر، والشخصيات الرئيسية له حكاية " رينكونيتي وكورتادييو "، من روايات نموذجية ، زوجين من غش العمل في إشبيلية. إنهم بارعون في الغش في veintiuna (الإسبانية لواحد وعشرين)، ويذكرون أن الهدف من اللعبة هو الوصول إلى 21 نقطة دون تجاوز وأن الآس قيم 1 أو 11. تُلعب اللعبة على منصة البراجا الإسبانية. تمت كتابة هذه القصة القصيرة بين عامي 1601 و 1602، مما يشير إلى أن لعبة ventiuna تم لعبها في قشتالة منذ بداية القرن السابع عشر أو قبل ذلك. تم العثور على إشارات لاحقة لهذه اللعبة في فرنسا وإسبانيا.
حدث أول سجل للعبة في فرنسا عام 1768  وفي بريطانيا خلال سبعينيات وثمانينيات القرن الثامن عشر، لكن القواعد الأولى في أي مكان ظهرت في بريطانيا عام 1800 تحت اسم فينجت أون .   ظهر واحد وعشرون في الولايات المتحدة في أوائل القرن التاسع عشر، ولا يزال معروفًا في تلك الأيام باسم Vingt-Un . كانت القواعد الأولى هي إعادة طبع 1825 لقواعد اللغة الإنجليزية 1800.   تطورت اللغة الإنجليزية Vingt-Un فيما بعد إلى نسخة أمريكية في حد ذاتها والتي تم تغيير اسمها إلى لعبة ورق حوالي عام 1899. 
هناك أسطورة شائعة مفادها أنه عندما تم تقديم Vingt-Un («واحد وعشرون») إلى الولايات المتحدة في أوائل القرن التاسع عشر - تقول مصادر أخرى أثناء الحرب العالمية الأولى وما زال البعض الآخر في الثلاثينيات - عرضت بيوت القمار مكافآت لتحفيزها مصلحة اللاعبين. كانت إحدى هذه المكافآت هي دفع تعويضات من عشرة إلى واحد إذا كانت يد اللاعب تتكون من الآس البستوني وجاك أسود (إما مقبس النوادي أو جاك البستوني). كانت هذه اليد تسمى «لعبة ورق»، ويُزعم أن الاسم عالق في اللعبة على الرغم من سحب مكافأة العشرة إلى واحد قريبًا. كشف مؤرخ البطاقات الفرنسي، تييري ديبوليس، مؤخرًا عن زيف هذه القصة، موضحًا أن اسم بلاك جاك قد أطلق لأول مرة على لعبة American Vingt-Un من قبل المنقبين خلال كلوندايك جولد راش (1896-99)، والمكافأة هي الآس المعتاد وأي 10 بطاقة نقطة. نظرًا لأن مصطلح «لعبة ورق» يشير أيضًا إلى معدن الزنك بلند، والذي غالبًا ما كان مرتبطًا برواسب الذهب أو الفضة، فإنه يقترح أن المنقبين قد تم نقل الاسم المعدني إلى أعلى مكافأة في اللعبة. لم يتمكن من العثور على أي دليل تاريخي للحصول على مكافأة خاصة لامتلاكه مزيجًا من الآس مع جاك أسود. 
تم الكشف عن أول محاولة علمية وصحيحة من الناحية الرياضية لابتكار إستراتيجية مثالية للعب البلاك جاك في سبتمبر 1956 نشر روجر بالدوين وويلبرت كانتي وهربرت مايزل وجيمس ماكديرموت ورقة بعنوان الاستراتيجية المثلى في لعبة بلاك جاك في مجلة الجمعية الإحصائية الأمريكية. ستصبح هذه الورقة أساس الجهود الصوتية المستقبلية للتغلب على لعبة البلاك جاك. استخدم Ed Thorp حسابات Baldwin اليدوية للتحقق من الاستراتيجية الأساسية ونشر لاحقًا (في عام 1963) كتابه الشهير Beat the Dealer.

## القواعد
يتم توزيع بطاقتين على كل لاعب، مكشوفة أو لأسفل حسب الكازينو والطاولة. في الولايات المتحدة، يتم توزيع بطاقتين أيضًا، عادةً واحدة مكشوفة وواحدة لأسفل (مخفية). في معظم البلدان الأخرى، يتلقى التاجر بطاقة واحدة فقط مكشوفة. قيمة البطاقات من 2 إلى 10 هي قيمة النقطة (2 إلى 10). بطاقات الوجه (جاك، الملكة، والملك) تساوي جميعها عشرة. يمكن أن تساوي الآسات واحدًا أو أحد عشر. قيمة اليد هي مجموع قيم البطاقة. يُسمح للاعبين برسم بطاقات إضافية لتحسين أيديهم. اليد التي لها آس بقيمة 11 تسمى «ناعمة»، وهذا يعني أن اليد لن تنكسر بأخذ بطاقة إضافية. ستصبح قيمة الآس واحدة لمنع اليد من تجاوز 21. خلاف ذلك، تسمى اليد «الصلبة».
بمجرد أن يكمل جميع اللاعبين أيديهم، يحين دور التاجر. لن تكتمل يد الموزع إذا قام جميع اللاعبين بضبط أو استلام البلاك جاك. يقوم التاجر بعد ذلك بالكشف عن البطاقة المخفية ويجب أن يضربها حتى يصل مجموع البطاقات إلى 17 نقطة. عند 17 نقطة أو أعلى، يجب أن يبقى التاجر. (في معظم الطاولات، يضرب الموزع أيضًا على 17 «ناعمة»، أي توزيع ورق يحتوي على آس وبطاقة أخرى أو أكثر يبلغ مجموعها ستة.) أنت تراهن على أن لديك يدًا أفضل من الموزع. اليد الأفضل هي اليد حيث يكون مجموع قيم البطاقة أقرب إلى 21 دون تجاوز 21. النتيجة التفصيلية لليد كالتالي:
- إذا حصل اللاعب على بطاقة آس وبطاقة ذات عشرة قيم (تسمى «بلاك جاك» أو " طبيعية ")، ولم يفعل الموزع، يفوز اللاعب ويتلقى عادةً مكافأة.
- إذا تجاوز اللاعب مبلغ 21 («تمثال نصفي»)، يخسر اللاعب، حتى إذا تجاوز التاجر 21 أيضًا.
- إذا تجاوز التاجر 21 («تمثال نصفي») واللاعب لم يفعل ذلك، يفوز اللاعب.
- إذا حصل اللاعب على مبلغ نهائي أعلى من الموزع ولم يفلس، يفوز اللاعب.
- إذا تلقى كل من الموزع واللاعب لعبة ورق أو أي توزيع ورق آخر بنفس المبلغ يسمى «دفعة»، فلن يفوز أحد.

يوجد في لعبة ورق أكثر من 100 اختلاف في القواعد. منذ ستينيات القرن الماضي، كانت لعبة البلاك جاك هدفًا بارزًا للاعبين المتميزين، وخاصة عدادات البطاقات، الذين يتتبعون ملف تعريف البطاقات التي تم توزيعها وتكييف رهاناتهم واستراتيجيات اللعب وفقًا لذلك. رداً على ذلك، أدخلت الكازينوهات إجراءات مضادة يمكن أن تزيد من صعوبة ميزة اللعب.
لقد ألهمت لعبة بلاك جاك ألعاب الكازينو الأخرى، بما في ذلك لعبة Spanish 21 والعائم.

## للقراءة

### الأدب العام
- ديبوليس، تيري (2010). "Dawson's Game: Blackjack and the Klondike،" in The Play-Card ، Journal of the International Play-Card Society، Vol. 38، رقم 4، أد. بقلم بيتر إندبروك، أبريل - يونيو 2010، 317 صفحة. تم النشر بواسطة International Play-Card Society، ISSN 0305-2133.
- بارليت، ديفيد (1990). تاريخ ألعاب الورق ، جامعة أكسفورد، أكسفورد.(ردمك 0-19-282905-X)رقم ISBN 0-19-282905-X

## أدب لعبة ورق
- تغلب على التاجر: إستراتيجية ناجحة للعبة Twenty-One ، إدوارد أو ثورب، 1966،(ردمك 978-0-394-70310-7)
- Blackbelt in Blackjack ، Arnold Snyder ، 1998 (1980)،(ردمك 978-0-910575-05-8)
- بلاك جاك والقانون ، آي نيلسون روز وروبرت أ.لوب، 1998،(ردمك 0-910575-08-8)
- بلاك جاك: دليل الفائز ، جيري ل باترسون، 2001، (1978)،(ردمك 978-0-399-52683-1)
- موسوعة كازينو واحد وعشرون ، مايكل دالتون، 2016، (1993)،(ردمك 1-879712-02-4)
- كين أوستون في لعبة ورق ، كين أوستون، 1986،(ردمك 978-0-8184-0411-5)
- Knock-Out Blackjack ، أولاف فانكورا وكين فوكس، 1998،(ردمك 978-0-929712-31-4)
- لعبة ورق بملايين الدولارات ، كين أوستون، 1994 (1981)،(ردمك 978-0-89746-068-2)
- لعب البلاك جاك كعمل تجاري ، لورانس ريفير، 1998 (1971)،(ردمك 978-0-8184-0064-3)
- لعبة ورق احترافية ، ستانفورد وونغ، 1994 (1975)،(ردمك 978-0-935926-21-7)
- نظرية العوامة ، بيتر جريفين، 1996 (1979)،(ردمك 978-0-929712-12-3)
- أعظم كتاب بلاك جاك في العالم ، لانس هامبل وكارل كوبر، 1980،(ردمك 978-0-385-15382-9)
- The Blackjack Life ، ناثانيال تيلتون، 2012(ردمك 978-1935396338)
- لعبة ورق

## بلاك جاك في الرياضيات
- الحظ والمنطق والأكاذيب البيضاء: رياضيات الألعاب ، يورغ بيورسدورف، 2004،(ردمك 978-1-56881-210-6) ، دُوِي:10.1201/9780429259005 ، 121–134، ملحق عبر الإنترنت: آلة حاسبة بلاك جاك (JavaScript)
- Theory of Gambling and Statistical Logic ، Richard A. Epstein ، 2009 (1967)،(ردمك 978-0-12-374940-6) ، دُوِي:10.1016/C2009-0-20160-7 ، 265-286
- عقيدة الفرص. الجوانب الاحتمالية للمقامرة ، ستيوارت إيثير، 2010،(ردمك 978-3-540-78782-2) ، دُوِي:10.1007/978-3-540-78783-9 ، 643-687

## التنظيم في المملكة المتحدة
- نوادي الألعاب (ألعاب البنوك) رقم 2899، اللائحة 7 1994
- نوادي الألعاب (ألعاب البنوك) (تعديل) رقم 597 اللائحة 3 2000
- نوادي الألعاب (ألعاب البنوك) (تعديل) رقم 1130 اللائحة 2 2002